# Los Angeles Unified School District

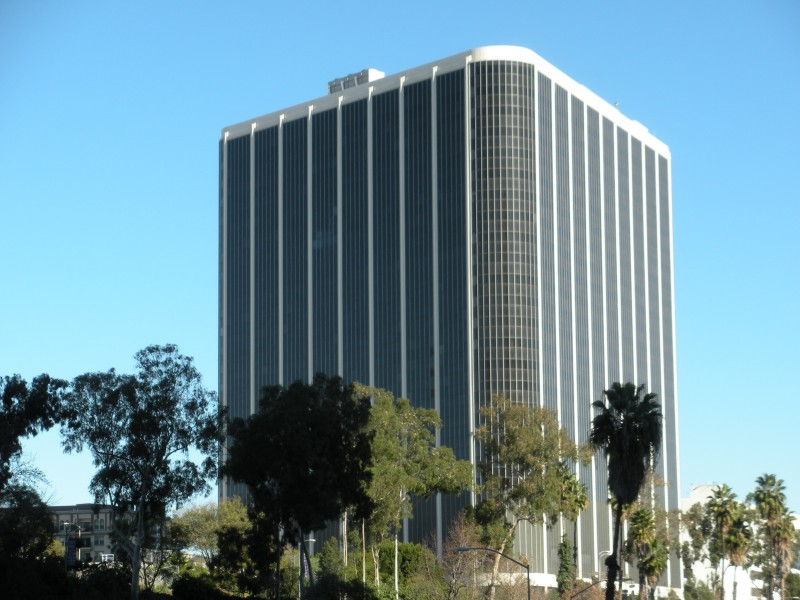
Quartier generale della LAUSD a Downtown Los Angeles

Los Angeles Unified School District ("LAUSD") è (in termini di numero di studenti) il più grande sistema scolastico pubblico della California, il secondo di tutti gli Stati Uniti d'America dietro al New York City Department of Education. Nell'anno scolastico 2007-08 il LAUSD ha servito 694,288 studenti, ed ha 45,473 insegnanti e 38,494 lavoratori in altre mansioni.
Inoltre è la seconda più grossa istituzione della contea di Los Angeles, dopo il governo della contea stessa. Il suo budget totale per il 2008 è stato $19 986 000 000.
Scomponendo gli studenti per appartenenza etnica si può osservare come il 73% siano di origine ispanica e l'11% afroamericani. I bianchi non ispanici costituiscono il 9% del corpo studentesco, mentre gli asiatici sono il 4%. Gli studenti di origine filippina sono il 2% degli studenti, mentre nativi americani e originari delle isole del Pacifico non raggiungono insieme il punto percentuale.
Il distretto controlla le scuole di Los Angeles e di alcune città della Southern California. Il LAUSD ha una sua forza di polizia, il Los Angeles School Police Department, fondato nel 1948 per fornire servizi di sicurezza alle scuole del LAUSD. Il LAUSD attira un terzo degli studenti nell'età pre-scolare e gestisce quasi tanti bus quanti la Los Angeles County Metropolitan Transportation Authority. Il programma di edilizia scolastica rivaleggia con il Big Dig in termini di spesa, e le caffetterie del LAUSD servono circa 500.000 pasti al giorno, un numero comparabile con quelli dei locali ristoranti McDonald's.